# Villanueva de Oscos
Villanueva de Oscos is een gemeente in de Spaanse provincie Asturië in de regio Asturië met een oppervlakte van 72,98 km². Villanueva de Oscos telt 307 inwoners (1 januari 2016).

## Demografische ontwikkeling
Bron: INE, 1857-2011: volkstellingen